# Belmontejo
Belmontejo – gmina w Hiszpanii, w prowincji Cuenca, w Kastylii-La Mancha, o powierzchni 53 km². W 2011 roku gmina liczyła 221 mieszkańców.